# توزیع‌گرایی
توزیع‌گرایی (به انگلیسی:Distributism) یک نظریه اقتصادی است که ادعا می‌کند دارایی‌های تولیدی جهان باید به جای مالکیتی متمرکز، مالکیتی گسترده داشته باشند. توزیع‌گرایی که در اواخر قرن نوزدهم و اوایل قرن بیستم توسعه یافت، مبتنی بر اصول آموزش اجتماعی کاتولیک، به ویژه آموزه‌های پاپ لئون سیزدهم در اثر «Rerum novarum « (۱۸۹۱) و پاپ پیوس یازدهم در اثر Quadragesimo anno» (۱۹۳۱)» می‌باشد. این جنبش بر جنبش‌های دموکرات مسیحی انگلیس تأثیر گذاشته، و به عنوان یکی از عوامل بسیار تأثیرگذار بر اقتصاد بازار اجتماعی شناخته می‌شود.

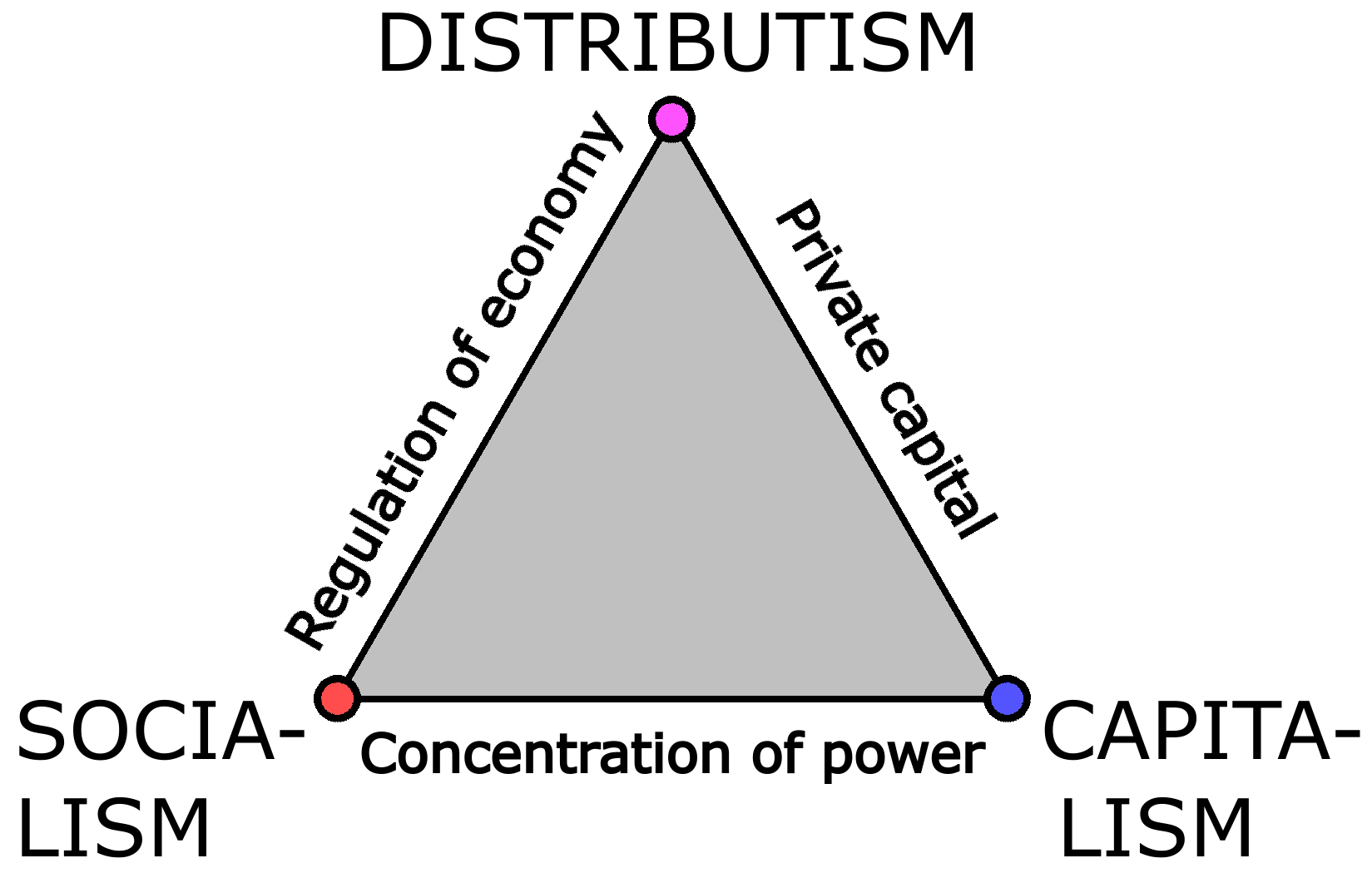
رابطه توزیع‌گرایی با سوسیالیسم و سرمایه‌داری

توزیع‌گرایی سرمایه‌داری لسه‌فر و سوسیالیسم دولتی را به نحوی برابر معیوب و استثمارگر می‌داند و در عوض از صنعتگران و تولیدکنندگان مستقل کوچک حمایت می‌کند، یا اگر این امکان آن وجود ندارد، مکانیسم‌های اقتصادی مانند تعاونی‌ها و سازمان‌های متقابل متعلق به اعضا و همچنین بنگاه‌های کوچک تا متوسط یا اصلاحات در مقیاس بزرگ را در قوانین رقابت همانند قوانین ضد تراست را مورد حمایت قرار می‌دهد. احزاب سیاسی دموکرات مسیحی مانند حزب همبستگی آمریکا از توزیع گرایی در کنار اقتصاد بازار اجتماعی در سیاست‌های اقتصادی و پلت فرم حزبی خود حمایت کرده‌اند.

## بررسی اجمالی

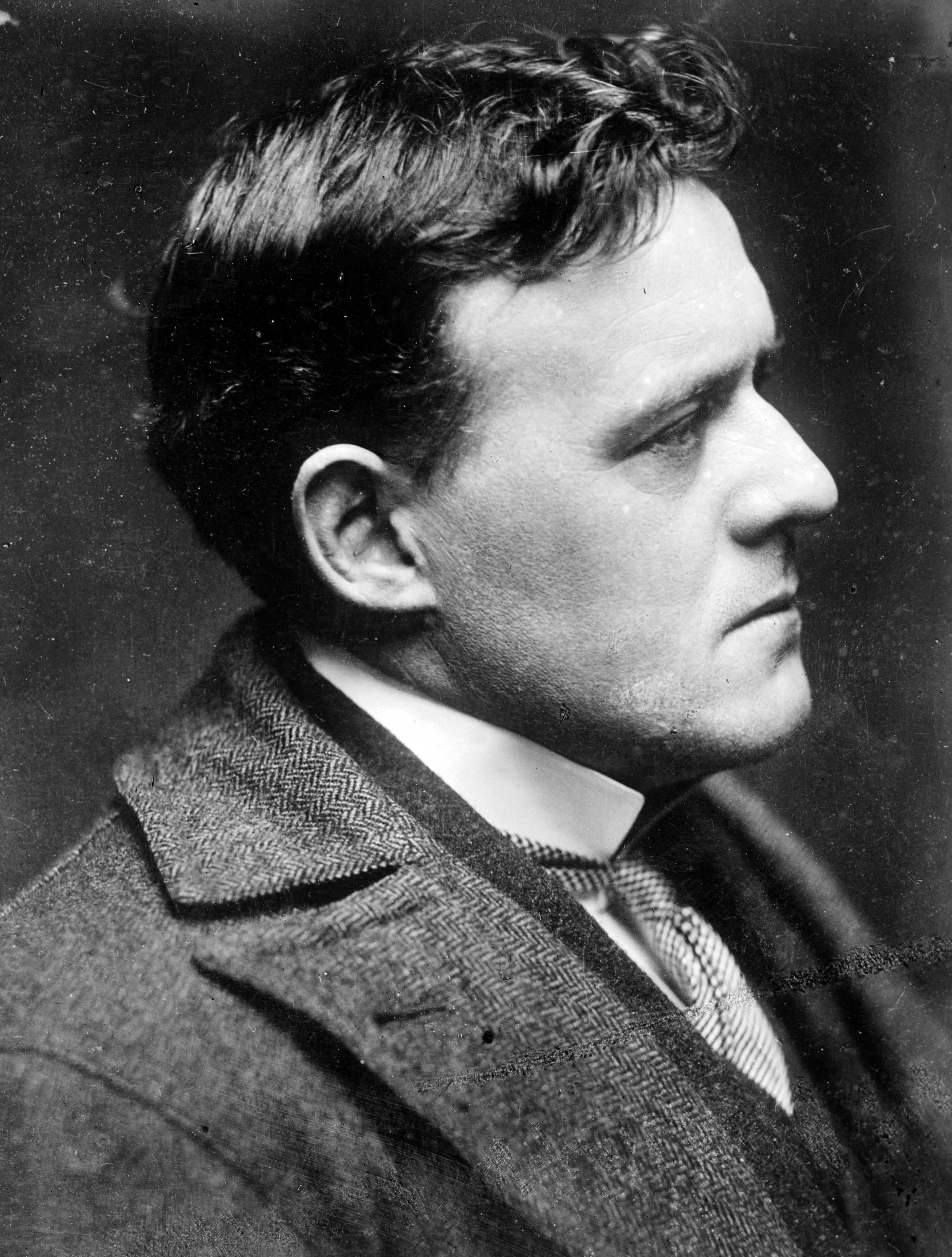
هیلیر بلاک

به عقیده توزیع‌گرایان، حق مالکیت یک حق اساسی است و ابزار تولید باید به جای متمرکز شدن تحت کنترل دولت (دولت‌گرایی)، یا افراد معدودی (توانگرسالاری)، یا کورپوریشن‌ها (کورپوریشن‌سالاری)  باید غیر متمرکزسازی شود؛ بنابراین، توزیع گرایی از جامعه ای حمایت می‌کند که دارای مالکیت گسترده‌است. ریس متیوز، اقتصاددان تعاونی، استدلال می‌کند که چنین نظامی کلید ایجاد یک نظم اجتماعی عادلانه است.
توزیع‌گرایی اغلب در تقابل با سرمایه‌داری لسه فر و سوسیالیسم دولتی توصیف شده‌است. توزیع گرایان هردوی این نظام‌چای نام برده شده را ناقص و استثمارگر می‌دانند. علاوه بر این، برخی از توزیع‌کنندگان استدلال می‌کنند که سرمایه‌داری دولتی و سوسیالیسم دولتی نتیجهٔ منطقی سرمایه‌داری هستند، زیرا قدرت‌های متمرکز سرمایه‌داری در نهایت دولت را تسخیر خواهند کرد. توماس استورک استدلال می‌کند: «سوسیالیسم و سرمایه‌داری هر دو محصول روشنگری اروپا هستند و در نتیجه نیروهای مدرن‌ساز و ضد سنتی هستند. در مقابل، توزیع گرایی به دنبال این است که فعالیت اقتصادی را تابع زندگی انسان به عنوان یک کل در زندگی معنوی ما، زندگی فکری ما، زندگی خانوادگی ما کند.» چند توزیع‌گرا، از جمله دوروتی دی، تحت تأثیر ایده‌های اقتصادی پیر-ژوزف پرودون و نظریه اقتصادی او با نام «mutualism» قرار گرفتند. شاخه آنارشیستی کمتر شناخته شده توزیع گرایی دورتی دو و جنبش کارگری کاتولیک را می‌توان به دلیل مخالفت با سرمایه‌داری دولتی و سوسیالیسم دولتی شکلی از سوسیالیسم لیبرترین بازار آزاد در نظر گرفت.
برخی از حامیان توزیع‌گرایی دوره‌هایی مانند قرون وسطی را به عنوان نمونه‌هایی از دوام تاریخی درازمدت توزیع گرایی ذکر می‌کنند. نویسندگان کاتولیک جی.کی. چسترتون و هیلیر بلاک، دو تن از اولین و قوی‌ترین حامیان توزیع‌گرایی، به‌ویژه در توسعه نظریه توزیع‌گرایی مؤثر بودهند.

## فهرست احزاب توزیع‌گرا

### جاری
- استرالیا - حزب دموکرات کارگر[۲۵]
- رومانی - Pirate Party Romania>
- بریتانیا - حزب ملی توزیع‌گرا[۲۶]
- ایالات متحده - حزب همبستگی آمریکا[۲۷]

## متون کلیدی توزیع‌گرایی
- Rerum novarum (1891), papal encyclical by Pope Leo XIII.
- Quadragesimo anno (1931), papal encyclical by Pope Pius XI.
- Centesimus Annus (1991), papal encyclical by Pope John Paul II.
- Evangelii gaudium (2013), apostolic exhortation by Pope Francis.
- What's Wrong with the World (1910) by G. K. Chesterton شابک ‎۰−۸۹۸۷۰−۴۸۹−۸ – eText.
- The Outline of Sanity (1927) by G. K. Chesterton.
- Utopia of Usurers (1917) by G. K. Chesterton.
- The Servile State (1912) by Hilaire Belloc.
- An Essay on The Restoration of Property (1936) by Hilaire Belloc شابک ‎۰−۹۷۱۴۸۹۴−۴−۰.
- Jobs of Our Own (1999) by Race Mathews شابک ‎۹۷۸−۱۸۷۱۲۰۴۱۷۹.